# Риас-Байшас
О винах из этого района см. Риас-Байшас (вино)

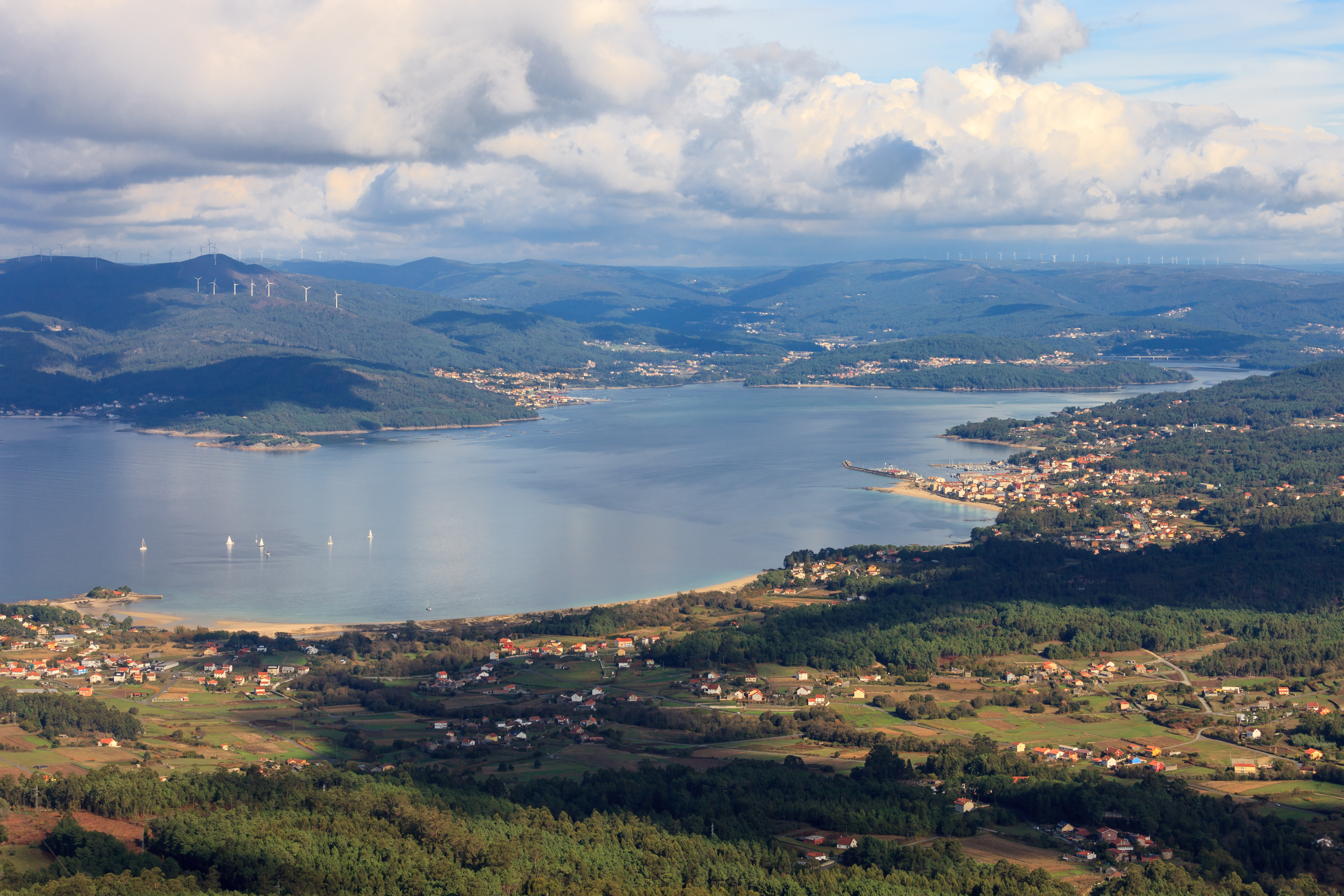
Риа (бухта) Мурос-и-Нойя

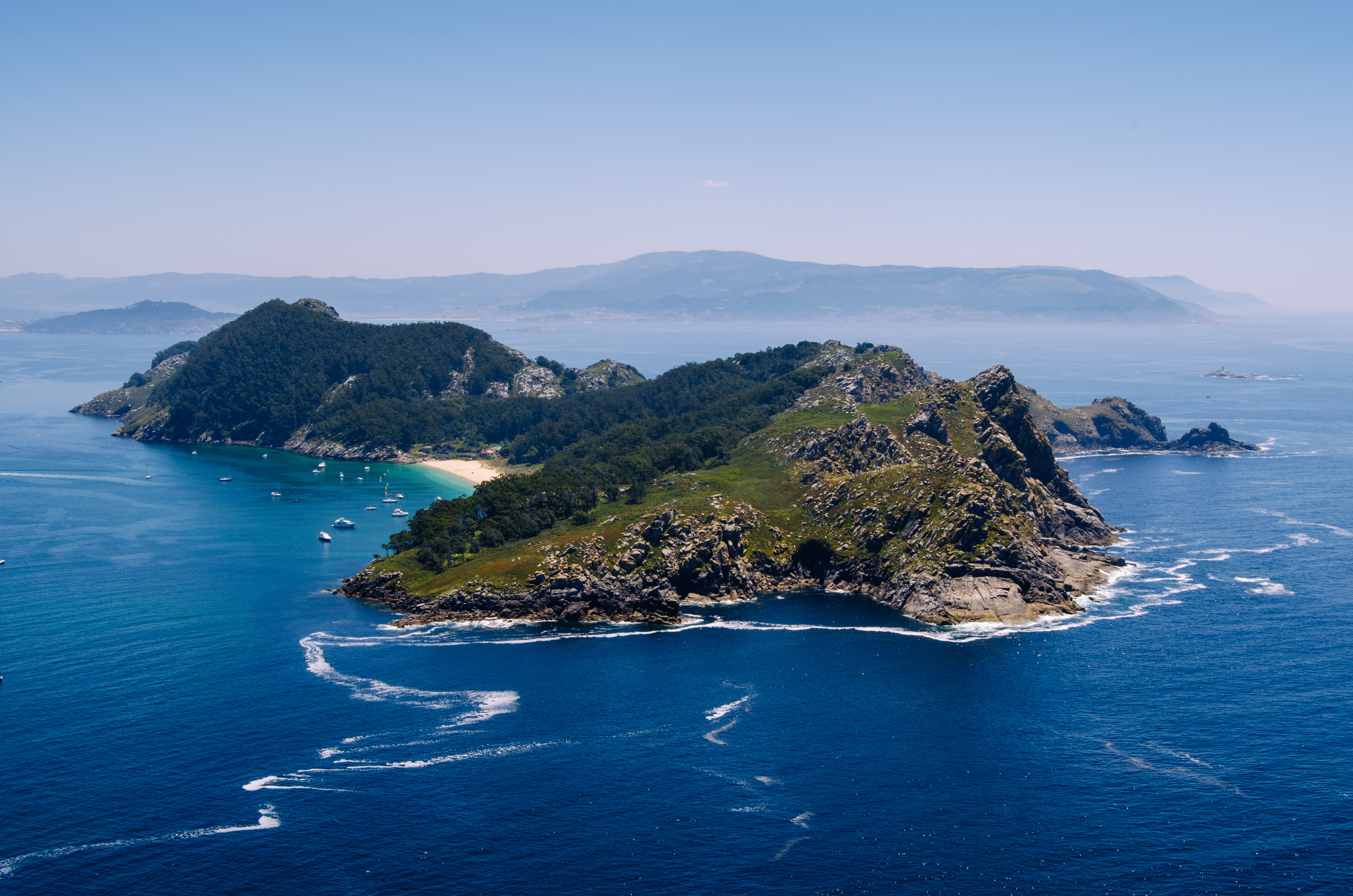
Архипелаг Сиес у входа в бухту Виго

Риас-Байшас (галис. Rías Baixas, то есть «нижние риасы»), или Риас-Бахас (исп. Rías Bajas) — юго-западное побережье Галисии, пролегающее от мыса Финистерре на севере до устья реки Минью (обозначающей границу с Португалией) на юге. Занимает всю провинцию Понтеведра и юг провинции Ла-Корунья. Исторический и культурный центр — Понтеведра. Относится к так называемой «Зелёной Испании».
С севера к югу территория Риас-Байшас включает четыре риаса (широких речных эстуария, испытывающих полноценные приливы и отливы):
- Мурос и Нойя[исп.];
- Ароса[англ.] — крупнейший из риасов Галисии;
- Понтеведра[англ.] — эстуарий реки Лерес с крупным островом Онс в устье. Помимо живописной Понтеведры, здесь находится Саншеншо — пляжная столица Галисии — со всемирно известным пляжем Лансада[англ.]. Многие пляжи в этом районе награждены «голубым флагом».
- Виго[англ.], на южном берегу которого стоит крупнейший в Галисии город — Виго. С 1981 года берега бухты соединяет вантовый мост Ранде[англ.].

Острова, расположенные в устье трёх южных риасов, составляют национальный парк «Атлантические острова Галисии» (единственный на территории этого региона). Наибольшей известностью пользуются острова Сиес в устье бухты Виго.
Климат этой области мягкий, но очень влажный: среднегодовая норма осадков (1500 мм) не уступает большинству графств Англии. Значительные площади покрыты лесами из интродуцированных пихт и эвкалиптов. 
До того, как в начале XXI века стал активно развиваться международный туризм, основным занятием жителей этой области были рыболовство и аквакультура. После выделения самостоятельной  винодельческой зоны «Риас-Байшас» практически с нуля была создана винодельческая промышленность. Почти 90 % вина вырабатывается из местного белого сорта альбариньо, который лучше других приспособлен к сырому климату океанского побережья.